# Рін (річка)
Рін (нім. Rhin) — річка в Німеччині, протікає землею Бранденбург. Площа басейну річки становить 1780 км². Загальна довжина річки 125 км.
Річкова система річки — Ельба.